# Nikos Rogkavopoulos
Nikolaos Agapitos «Nikos» Rogkavopoulos (Marousi, Atenas, 27 de junio de 2001) es un baloncestista griego que pertenece a la plantilla del Panathinaikos B.C. de la A1 Ethniki. Con 2,03 metros de estatura, juega en la posición de alero.

## Trayectoria deportiva
Formado en las categorías inferiores del A.C. Doukas, club de su ciudad natal. En 2016, el club español Real Madrid le ofreció un contrato de formación, pero decidió quedarse en Grecia en lugar de mudarse a España, donde jugó en el Torneo Jordan Brand Classic en el 2017.
En la temporada 2016-17, hizo su debut profesional con el A.C. Doukas en la 2ª División griega. 
El 13 de julio de 2017, firmó con el AEK Atenas BC por seis temporadas.
En la temporada 2018-19, hizo su debut en la A1 Ethniki y en la Basketball Champions League de la FIBA. En la misma temporada con el AEK ganó la edición de 2019 de la Copa Intercontinental FIBA y el título de la Copa de baloncesto de Grecia en 2020.
En abril de 2020, se declaró para el draft de la NBA de 2020.
Al término de la temporada 2020-21, todos los jugadores bajo contrato con AEK fueron liberados para ser renegociados sus contratos, por lo que quedó libre, para que el 28 de julio de 2021, Rogkavopoulos firmara un contrato de tres años con el Promitheas Patras de la A1 Ethniki y la Eurocopa. En 16 partidos de Liga promedió 6,5 puntos, 4,3 rebotes y 1,1 asistencias, jugando unos 20 minutos por partido.
En la temporada 2022-23 firma con el Merkezefendi Belediyesi, en el que promedia 15,4 puntos, 4,5 rebotes y 1,8 asistencias por partido, en 28 partidos de liga doméstica.
El 3 de julio de 2023 firma por el Cazoo Baskonia de la Liga Endesa por tres temporadas.
El 27 de julio de 2025 firmó por cuatro temporadas con el Panathinaikos B.C. de la A1 Ethniki, previo pago de la cláusula de rescisión al Baskonia, con el que tenía contrato en vigor.

### Selección nacional
Durante agosto y septiembre de 2023 fue integrante de la selección de Grecia que participó en el Mundial de 2023 celebrado en Asia, y que finalizó en decimoquinto lugar.